# Mehdia
Pour les articles homonymes, voir Mahdia (homonymie).
Mehdia (en arabe : المهدية) est une ville du Maroc. Elle est située dans la région de Rabat-Salé-Kénitra. C'est une pittoresque petite ville côtière située près de la ville de Kénitra à 30 km au nord-est de la capitale Rabat.
Le port de pêche, très pittoresque à l'embouchure de l'Oued Sebou, la proximité de la réserve biologique du lac Sidi Boughaba avec ses forêts et ses colonies d'oiseaux rares, les forts espagnols, portugais et hollandais, la kasbah de Yaqub al-Mansur, et la proximité des sites antiques de Banasa et de Thamusida lui sont des atouts indiscutables pour développer le tourisme de ce village, encore peu connu. Ses longues plages de sable fin sont également très appréciées par les surfeurs et les bodyboardeurs.

## Histoire

### Fondation
Thymiathérion, « l'autel de l'encens » (ou Thymiateria, selon les auteurs), fut l'un des premiers comptoirs carthaginois fondés par Hannon au Ve siècle av. J.-C., était très vraisemblablement situé aux alentours de l'actuelle Mehdia. Il est vraisemblable que si la barre était, à l'époque, l'équivalent de celle d’aujourd’hui, les navigateurs eurent des difficultés à entrer dans l'estuaire très dangereux. Le site de Thymiaterion ne peut être confondu avec celui de Thamusida, ville située à 32 km à vol d'oiseau de là, sur le fleuve Sebou. Compte tenu des nombreux et amples méandres, la distance à remonter par le fleuve était au moins de 80 à 100 km. Il est vraisemblable que les navigateurs ont commencé par établir une base solide à l'embouchure du fleuve, avant de se risquer à l'intérieur de terres inconnues. Il est possible qu'un navire ait pu remonter le fleuve pour fonder Thamusida.
On ne sait plus rien de cet établissement jusqu'au IVe siècle de l'Hégire (le Xe siècle de notre ère), pour trouver les premières mentions des écrivains arabes sur la ville placée à l'embouchure du Wadi Sabu.

### El Ma'mura
La tradition rapporte (Xe siècle apr. J.-C.) que Medhia devrait son nom au Madhi Ibn Toumert sous les noms de Al-Ma'mura (la peuplée, la florissante) ou de Halk (l'embouchure) Ma'mura ou de Halk Sabu. La fondation de la ville est attribuée par Abu'l-Kasim Al-Zayyani à la tribu berbère des Beni-Ifrem.
Au XIIe siècle apr. J.-C., le calife almohade Abd Al-Mu'min y établit un chantier naval qui exploite les chênes de la forêt de la Mamora tout proche. Le port sert alors de base aux bateaux construits pour attaquer l'Espagne et le Portugal.
Sa kasbah fut bâtie par le calife almohade Abu Yusuf Yaqub al-Mansur (1184-1199), pour défendre l'embouchure de l'Oued Sebou.
Les orthographes les plus variées ont été employées telles que Mahdia, Mahdya, Mehdiya, Mehedya, Mehdiya. Officiellement, l'arrêté viziriel du 17 mai 1933 fixe l'orthographe actuelle : Mehdia.
La ville qui portait alors le nom de Mâamora, fut détruite par le roi mérinide de Fès, Saïd El Ouattasi (1470,1500). Les Portugais parvinrent à s'en emparer en 1515, y construisirent une forteresse, mais ne purent s'y maintenir.
À la fin du XVIe siècle, elle était devenue un repaire de pirates, et les Espagnols tentèrent de s'en emparer. Ils essayèrent en 1611 de rendre son port inutilisable en y coulant 8 vaisseaux, et revinrent en 1614 avec une flotte de 100 vaisseaux, au moment où les Hollandais se proposaient de l'occuper, et parvinrent à s'y installer. Ils en furent chassés, en 1681 par Moulay Ismail. Une petite baie de la rive gauche du Sebou porte le nom d'Anse des Charpentiers.

### Première ruine
La petite ville déclina au début du XVe siècle. Le Portugais Duarte Pacheco Sereira, vers 1508, ne mentionne là aucun village. De même lors du débarquement portugais de juin 1515, rien n'est mentionné sur l'existence du moindre habitat.

### Assauts portugais
Le roi Manuel Ier de Portugal chargea en 1507 Don José de Meneses d'aller reconnaître et sonder la passe et la barre d'El-Mâ'mura en même temps que celle d'Azemmour et que d'autres points de la côte. Après le succès d'Azemmour, Manuel fit établir à cet endroit une forteresse qui devait servir de base aux expéditions contre le royaume de Fès. Le 24 juin 1515, 200 navires portugais vinrent mouiller et débarquer un corps de 8 000 soldats. Ce fut une occupation éphémère : 47 jours plus tard, le 10 août 1515, une armée Wattasside rejeta les Portugais à la mer. Les troupes portugaises se retirèrent sans laisser aucun des travaux qui ont pu leur être prêtés.

### La piraterie
Après le départ des Portugais, le port arma quelque temps des bateaux pirates. On cite un aventurier anglais, le « capitaine » Hainwaring qui pratiqua la course sur toute la côte. Cette « activité » finit par péricliter.

### L'occupation espagnole
Elle va durer de 1614 à 1681 « voir LH Laplanche (1986) p. 9-10 ». L'Espagne est installée à Larache depuis 1684 et se préoccupe d'étendre ses possessions sur la côte de l'Atlantique. Son commerce maritime est gêné par les corsaires d'El-Mamoura. Elle entreprend la conquête de la place et commence par couler huit navires à l'embouchure du Sebou mais cette action ne gêne pas l'accès à l'embouchure. Elle revient à la charge en 1614 et rebaptise la place San-Miguel-de-Ultramar. Elle y installe une garnison de 1 600 hommes. Cette installation prit de court une intervention hollandaise.
En 1681, Sidi Ahmed Hajji avec ses 300 hommes de Salé lance une attaque contre les Espagnols et les force d'évacuer Mehdia. Cet acte courageux lui vaut le titre posthume de Saint (Sidi en arabe). Selon l'historien salétin Ibn Ali Doukkali, le marabout poursuit ses relations avec l'Espagne et est remarqué par le Sultan Moulay Ismail qui lui accorde des marques d'honneur et de respect tandis que les Espagnols lui offrirent une épée avec cérémonial.
L'occupation va durer 77 ans. Elle fera face à de nombreuses attaques des Volontaires de la Foi qui attaquent les chrétiens en différents points de la côte. Elle se terminera en 1681 par un long siège des troupes du Sultan Moulay Ismail qui emportèrent la forteresse d'assaut. Cette victoire laissera un important butin aux vainqueurs.

### Al-Mahdiya (le cadeau) de Moulay Ismail
Le sultan Moulay Ismail donna le nom d'Al-Mahdiya à la citadelle espagnole dont le nom signifie alors « la ville donnée en cadeau (hedya) ». Ce nom évoquerait l'énorme butin pris aux Espagnols. Le nom El Mamoura ne servit plus qu'à désigner la grande forêt de chêne-liège). La kasbah d'El Mahdiya resta un point d'appui militaire surplombant le fleuve, commandant et protégeant l'entrée du fleuve.
En 1795, le sultan Moulay Slimane ferma le port au commerce maritime. Il craignait que la belle voie navigable ne soit utilisée pour pénétrer l'intérieur du pays. Il visait la protection de Fès et Meknès.
Peu à peu, Al-Mahdiya tomba dans l'oubli, le commerce périclita et les commerçants déménagèrent sur Rabat. Au XIIIe siècle « La place ne comptait plus qu'une quarantaine de familles qui s'entretiennent misérablement des revenus du bas et de la pêche aux aloses qui est très abondante.»

### Le protectorat français
À l'arrivée des troupes françaises, en 1911, il n'y avait que des ruines peuplées d'environ 200 personnes qui furent déplacées de force et s'établirent à 1 km à l'est, en constituant un douar.
Mehdia connut alors un regain d'activité car les militaires en firent une base de leur ravitaillement, mais fut délaissée par le Maréchal Lyautey au profit de Kénitra, en 1913, à cause du manque d'espace pour le débarquement des marchandises et parce qu'elle était plus exposée aux marées d'hiver que sa voisine.

### La kasbah en 1921

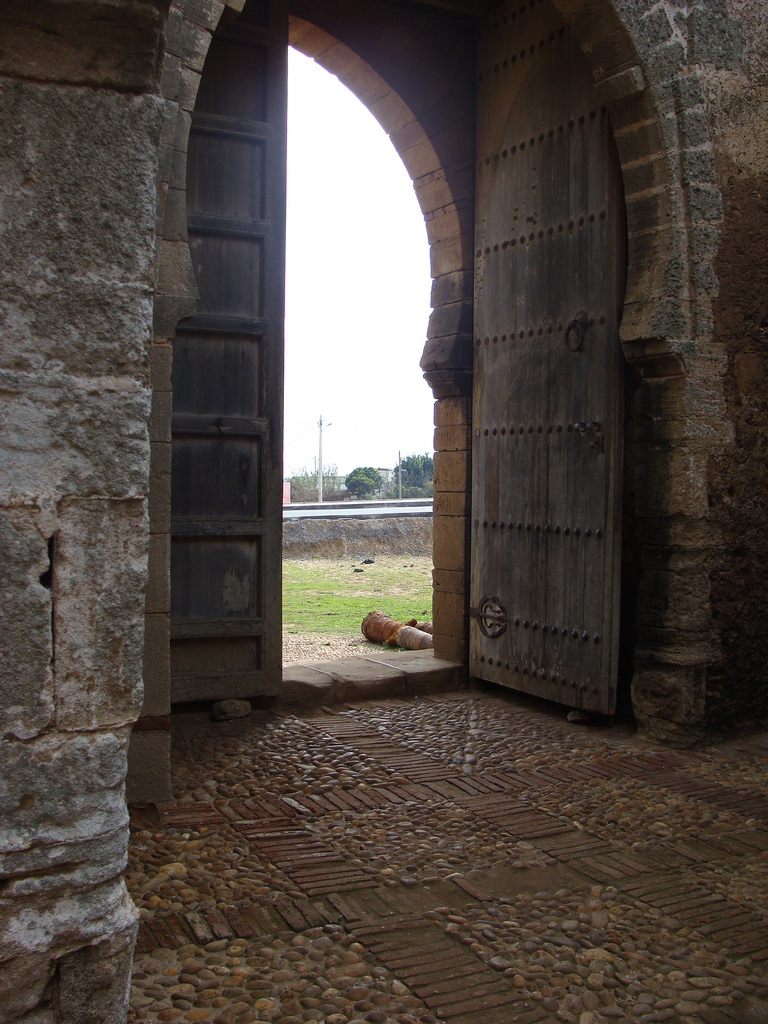
Kasbah de Mehdia

D'assez importants vestiges subsistent à Mehdia, datant de l'occupation espagnole et de l'époque où elle fut définitivement reprise aux Espagnols.
La casbah conserve de l'occupation espagnole à peu près intégralement l'enceinte, notamment du côté sud, avec ses bastions à la Vauban bordés de profonds fossés extérieurs. L'extrémité ouest qui défend l'entrée du Sebou présente l'aspect d'une citadelle menaçante. Une simple poterne s'ouvre sur la pente rapide qui conduit à la mer. Le côté nord-ouest, en bordure du fleuve, est complètement effondré. Il subsiste une belle inscription espagnole avec le nom de Cristobal Lechuga qui commandait l'artillerie du corps expéditionnaire espagnol en 1617.
Sous le règne de  le Moulay Ismail, Caïd Ali er Riffi, gouverneur de la région, fit reconstruire la ville et édifier, à l'est, la porte monumentale Bab Djedid ainsi qu'un vaste palais le Dar el Makhzen.
La forteresse présente une particularité architecturale qui frappe le visiteur qui la longe par la route Kenitra-Mehdia. On trouve des sortes de compartiments carrés, sortes de silos s'étendant sur 200 m de long et 40 m de profondeur. L'origine est inconnue ainsi que l'usage. S'agit-il de silos à grains, de magasins ?

## Activités

### Port de pêche
Cependant, Mehdia abrita, au pied de la casbah, un important centre de pêche au thon , avec une usine qui traitait les prises d'une importante madrague de filets barrant la côte entre Tanger et l'embouchure du Sebou.

## La ville moderne
La ville moderne, construite sur la dune sableuse qui domine la plage, était initialement une petite station balnéaire qui se développera par la construction de cabanons puis de villas.

### L'embouchure du Sebou
Le puissant fleuve Sebou (Subur omnis magnificus et navigabilis de Pline) atteint une largeur de 300 m dans son cours inférieur et coule au pied de la Kasbah de Mehdia. Il se jette là entre deux jetées dont la construction a commencé à l'inauguration des voies de chemin de fer destinées à amener les énormes blocs de rochers des carrières de l'Oued El Akreuch (Entreprise Fougerolles Frères, qui commença les travaux en 1921 pour sa partie Sud et en 1925 pour sa partie Nord.). Deux énormes grues sur rail, les Titans, seront montées pour décharger les blocs et les placer en mer.

## Site remarquable
La ville de Mehdia est adossée à une dépression comprise entre la dune quaternaire sableuse et la dune consolidée. C'est dans cette dépression que s'étend le site remarquable de la Merja Sidi-Boughaba. ce site est classé maintenant en réserve biologique relevant de la convention internationale de Ramsar.